# Perroquette
La perroquette est un instrument de musique mécanique apparenté à la serinette, à la merline et à l'orgue de barbarie.

## Facture
Beaucoup de ces petits orgues mécaniques portatifs ont été fabriqués à Mirecourt (Vosges) par des facteurs d'orgues et de sérinettes tels que Louis Léopold Bourdot Boban, Jean-Baptiste Payonne, Nicolas Poirot ou Delor-Pacherelle.

Perroquette de Delor-Pacherelle (Mirecourt)
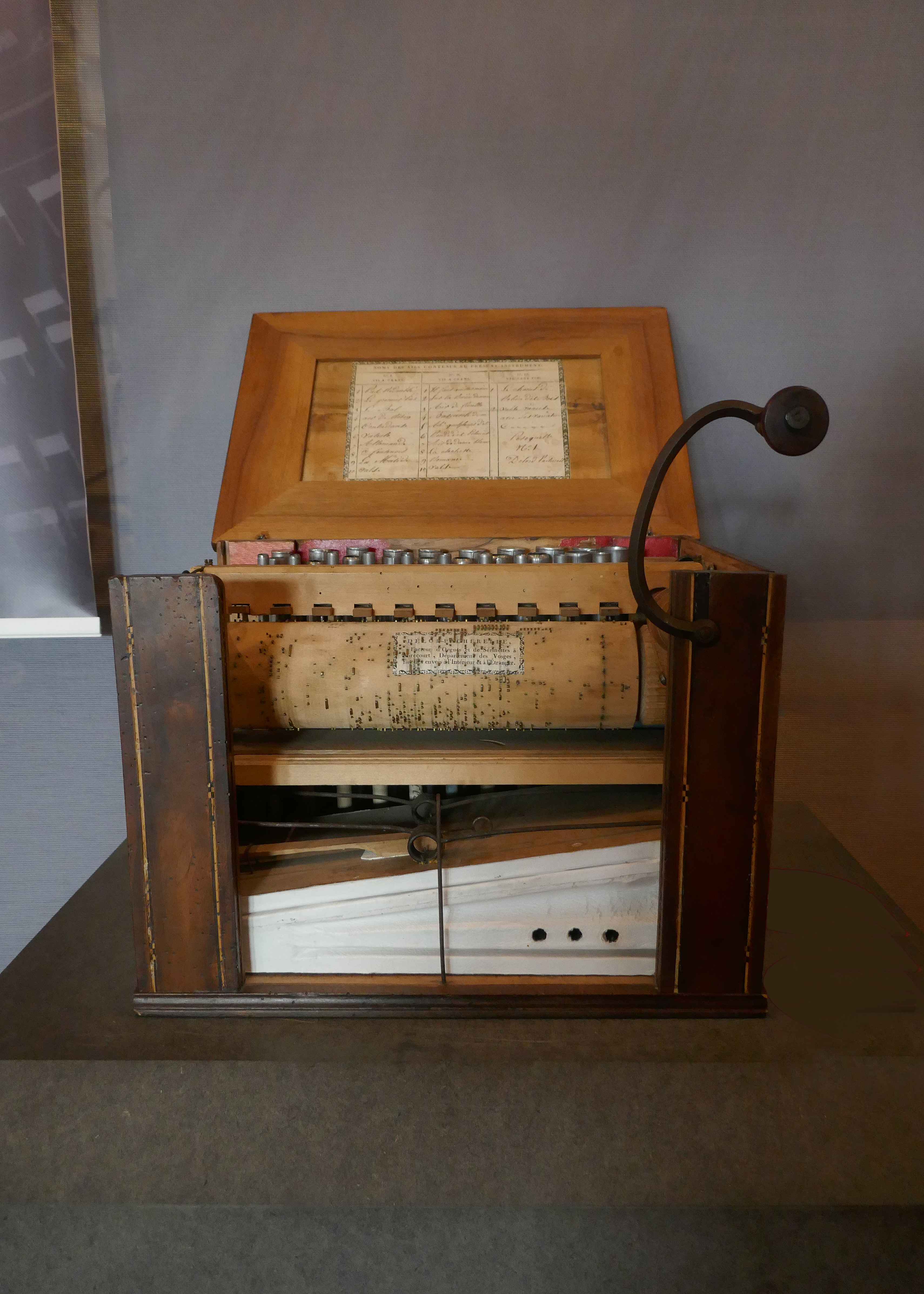
Perroquette ouverte.
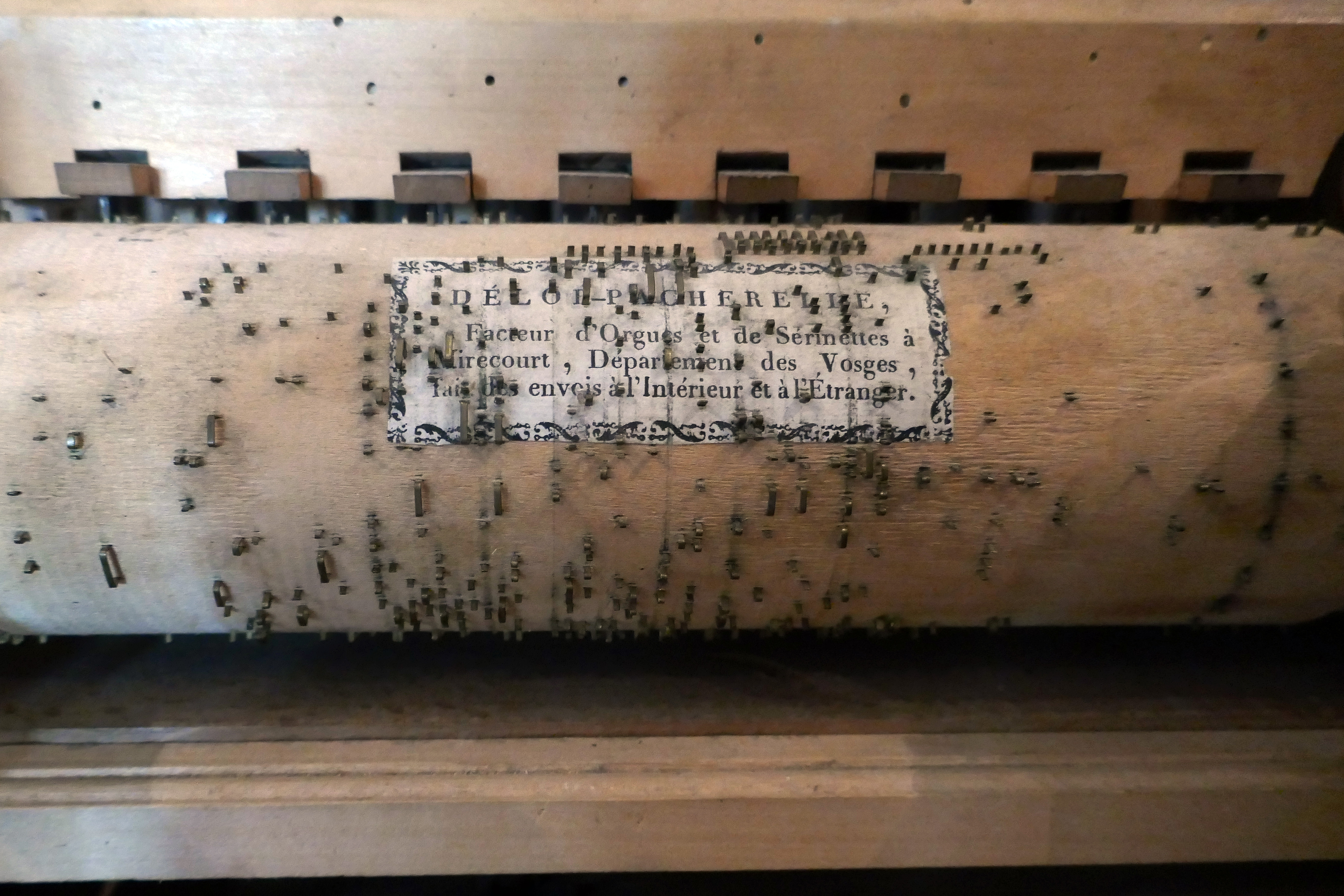
Rouleau à picots.
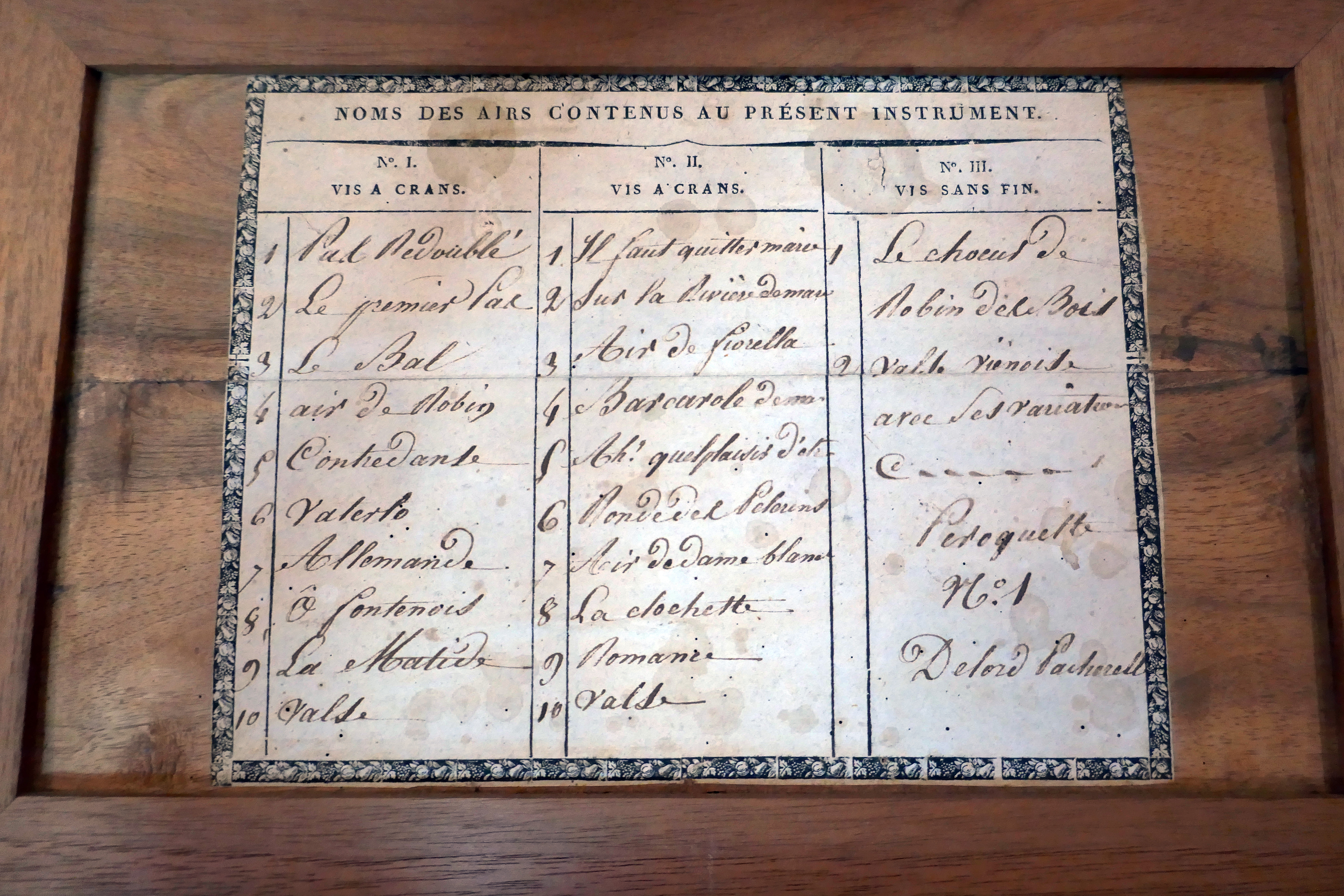
Noms des airs.